# Alberto Mechoso Méndez
Alberto Cecilio Mechoso Méndez, más conocido como Alberto “Pocho” Mechoso (Flores, Uruguay, 1 de noviembre de 1936-desaparecido por la última dictadura argentina en Buenos Aires el 26 de septiembre de 1976), fue un anarquista, sindicalista y expropiador uruguayo miembro de la Federación Anarquista Uruguaya y su brazo armado la Organización Popular Revolucionaria-33 Orientales. Simultáneamente fue militante gremial en la Federación de Obreros de la Industria de la Carne y de la Convención Nacional de los Trabajadores. Durante su exilio en Argentina fue militante del Partido por la Victoria del Pueblo.

## Biografía
Fue secuestrado en 26 de septiembre de 1976 por un grupo de tareas conjunto de militares argentinos y uruguayos en Buenos Aires para ser trasladado a un centro clandestino de detención conocido como Automotores Orletti. Allí Alberto, junto con otros detenidos, fue torturado y asesinado, y sus restos desaparecidos. En 2012 gracias al trabajo de Equipo Argentino de Antropología Forense por medio de la Secretaría de los Derechos Humanos del Uruguay, fueron identificados sus restos óseos a partir de las muestras genéticas proporcionadas por la Secretaría. Sus restos fueron hallados en Buenos Aires, donde se lo vio por última vez con vida.